# Resan till månen
För operetten med samma namn, se Le Voyage dans la lune (operett)
Resan till månen (franska: Le Voyage dans la lune) är en fransk äventyrsfilm från 1902 i regi av Georges Méliès. I huvudrollerna ses Georges Méliès, Bleuette Bernon, François Lallement och Henri Delannoy. Detta var den första science fiction-filmen, och att människan reste till månen var vid denna tid bara science fiction. Filmen är inspirerad av romanerna Från jorden till månen av Jules Verne och First Men in the Moon av H.G. Wells.

## Handling
Vid ett möte i astronomiska klubben föreslår dess president, professor Barbenfouillis, en expedition till månen. Efter en del meningsskiljaktighet, går fem modiga astronomer; Nostradamus, Alcofrisbas, Omega, Micromegas och Parafaragaramus, med på planen. De bygger en rymdkapsel i form av en kula samt en enorm kanon, för att kunna skjuta ut den i rymden. 
Astronomerna går ombord och deras kapsel avfyras från kanonen av en samling mariner. Gubben i månen iakttar kapseln medan den närmar sig och när den slår ner, träffar den honom i ögat. Väl där blir rymdfararna tillfångatagna av invånarna på månen, och måste besegra dem innan de kan återvända hem till jorden.

## Om filmen
Resan till månen är Georges Méliès 400:e film, och den mest anmärkningsvärda. Méliès gjorde det mesta arbetet bakom filmen själv. Han skrev manus, designade kostymer, regisserade, producerade och fotograferade. Han spelade dessutom huvudrollen. Akrobater hyrdes in från Folies Bergère för att spela invånarna på månen (som kallades Selenites).
Filmen är rankad som nummer 84 på The Village Voices lista över 1900-talets bästa filmer.

## Rollista i urval
- Victor André - astronom
- Bleuette Bernon - Phoebe, damen på månen
- Brunnet - astronom
- Jeanne d'Alcy - sekreterare / stjärna / raketfarare
- Henri Delannoy - kapten på raketen
- Depierre - astronom
- Farjaut - astronom
- Kelm - astronom
- François Lallement - officer i marinen
- Jules-Eugène Legris - paradledare
- Georges Méliès - professor Barbenfouillis / Månen